# Lithophane pertrolignea
Lithophane pertrolignea är en fjärilsart som beskrevs av Jacob Hübner 1827. Lithophane pertrolignea ingår i släktet Lithophane och familjen nattflyn. Inga underarter finns listade i Catalogue of Life.